# Rakuten
Rakuten, Inc. (japonsky 楽天株式会社 – Rakuten kabušiki gaiša) je japonská nadnárodní společnost poskytující služby v oblastech internetu a e-komerce. Rakuten založil Hiroši Mikitani v Tokiu roku 1997. Internetový obchod Rakuten Ichiba je největší na japonském trhu a patří mezi největší na světě.

## Produkty
- Viber